# Santa Giustina Vigona
Santa Giustina Vigona, nota anche come Santa Giustina e in passato chiamata semplicemente Vigona è una località abitata del comune di Mirandola, in provincia di Modena.
Sede di parrocchia della diocesi di Carpi, la località è nota poiché durante l'assedio della Mirandola del 1511 vi si acquartierò papa Giulio II, che rischiò di morire colpito da un colpo di artiglieria sparato dal castello dei Pico. La palla di cannone che sfiorò il papa è oggi conservata presso il santuario della Madonna di Loreto.

## Storia
Fino al XVI secolo il Borgo di Santa Giustina, chiamato anche Borgo di Sotto o Borgo Franco, si trovava in origine a circa un chilometro più a sud dell'attuale posizione, nel luogo in cui sorge l'attuale lottizzazione "Corte Alta" vicina al cimitero di Mirandola. Nel borgo, che nel 1460 venne restaurato e circondato di mura, era presente l'antico convento dei frati Agostiniani, la chiesa di Santa Maria Maddalena e la canonica degli Scopetini.

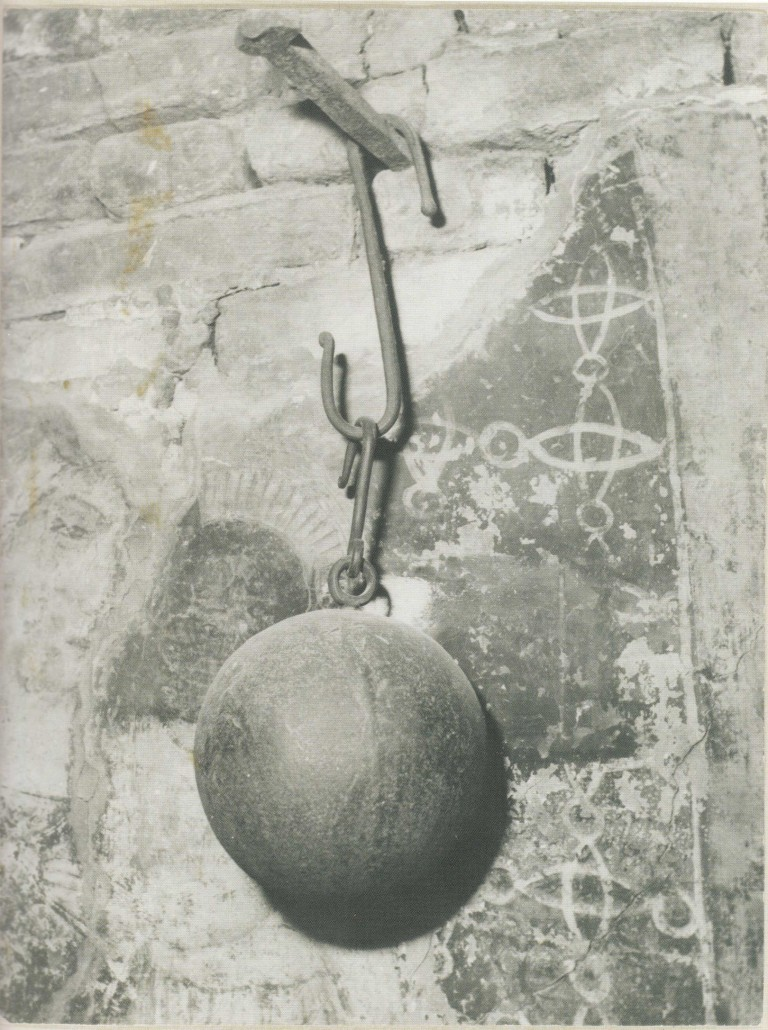
Il proiettile che sfiorò Papa Giulio II durante l'assedio alla Mirandola nel 1511, donato come ex voto al Santuario di Loreto.

L'8 gennaio 1511 papa Giulio II giunse da Bologna per dare l'assedio alla Mirandola, acquartieradosi il successivo 13 gennaio presso il convento agostiniano. Il giorno 17 un proiettile "grande come una testa d'uomo" sparato da una mezza colubrina da Mirandola colpì la cucina della canonica, situata a fianco della camera in cui alloggiava il papa, ferendo 4 soldati, di cui uno gravissimo. A guerra finita il proiettile venne donato dal papa come ex voto per essere scampato alla morte al Santuario di Loreto, dove è tutt'oggi appesa all'interno della Santa Casa di Nazareth, sul lato meridionale. L'episodio fu la chiave di volta del celebre assedio, che durava ormai da parecchi mesi: il papa prese il comando delle truppe e sferrò di persona l'attacco vincente alla fortezza di Mirandola. Al termine dell'assedio, l'intero borgo di Santa Giustina venne raso al suolo da Gianfrancesco II Pico, quale condizione di resa dell'assedio, e ricostruito a Vigona, Il nuovo convento venne nuovamente demolito nel 1537 da Galeotto I Pico, mentre i padri agostiniani rimasero a Santa Giustina Vigona per un secolo, finché nel 1611 si trasferirono all'interno delle mura della Mirandola nel nuovo convento di San Salvatore, pur mantenendo in Vigona un sacerdote del loro ordine con funzione di parroco. La parrocchia di santa Giustina passò quindi il 30 maggio 1653 ai frati Secolari, che fecero rifiorire il convento, tanto da istituire un seminario dell'ordine secolare nel 1690 durante il dominio di Alessandro II Pico, che fece costruire una nuova chiesa, ultimata nel 1715. Il convento venne restaurato due volte, nel 1715 dopo i danni dovuti allo scoppio del torrione del castello dei Pico e poi per riparare il grave incendio il 1º dicembre 1716. Tuttavia, il 22 luglio 1768 l'intero complesso religioso venne raso al suolo dai regolari. Nel 1821 la parrocchia, facente parte della diocesi di Reggio Emilia, fu aggregata alla diocesi di Carpi. La chiesa di santa Giustina fu ricostruita nel 1850.
Nel 1788 sono registrati 467 abitanti ed una superficie complessiva di 3998 biolche. Nel 1929 sono attestati 961 residenti, mentre nel 1945 è registrata una popolazione di 1.121 abitanti.
Il 17 novembre 1944 la località subì un bombardamento aereo, che causò la morte del parroco don Amadio Po.
Come tutta la bassa modenese e le zone limitrofe, anche Santa Giustina Vigona è stata duramente colpita dal Terremoto dell'Emilia del 2012. I danni maggiori si registrarono soprattutto nella chiesa e nella sala parrocchiale e negli edifici rurali storici (casolari e fienili). Il 17 ottobre 2021, è stata riaperta al culto la chiesa parrocchiale, la seconda, dopo la Chiesa di Santa Maria Maggiore, nel territorio di Mirandola a "risorgere" dalle macerie del sisma del 2012.

## Monumenti e luoghi d'interesse
La chiesa parrocchiale di Santa Giustina vergine e martire, già demolita nel 1512 dopo l'assedio di Giulio II, venne ricostruita nell'attuale sede. Ulteriormente riedificata per volontà dell'ultimo duca estense Francesco V, la chiesa si presenta a navata unica. Al suo interno erano presenti tre dipinti, raffiguranti la titolare Santa Giustina di pittore anonimo emiliano del XVII secolo, un Angelo annunziante dello Scarsellino (probabilmente parte di un precedente quadro smembrato) e una Deposizione con San Sebastiano e San Rocco di Teodoro Ghisi, ora esposti al museo diocesano di Carpi. L'archivio storico parrocchiale conserva documenti dal 1584 al 1994.